# 加布里埃尔·谢利
加布里埃尔·谢利（英語：Gabriel Shelly，1968年10月24日—），爱尔兰男子硬地滚球运动员。他曾代表爱尔兰参加1996年、2000年、2004年、2008年和2012年夏季残疾人奥林匹克运动会硬地滚球比赛，获得一枚金牌和一枚铜牌。